# غواصة يو بي-106
يو بي-106 غواصة ألمانية من فئة يو بي3 خدمت في البحرية الإمبراطورية الألمانية خلال الحرب العالمية الأولى. تم تكليفها في البحرية الإمبراطورية الألمانية في 7 فبراير 1918 باسم يو بي-106.